# Dechtice
Dechtice é um município da Eslováquia, situado no distrito de Trnava, na região de Trnava. Tem 19,46 km² de área e sua população em 2019 foi estimada em 1837 habitantes.

## Demografia
| Ano:        | 1994 | 2004   | 2014   | 2024   |
| ----------- | ---- | ------ | ------ | ------ |
| Broj ljudi: | 1760 | 1796   | 1868   | 1721   |
| Razlika:    |      | +2,04% | +4,00% | -7,86% |

| Ano:               | 2023 | 2024   |
| ------------------ | ---- | ------ |
| Número de pessoas: | 1748 | 1721   |
| Diferença:         |      | -1,54% |